# Miodrag Rakić
Miodrag Rakić, cyr. Миодраг Ракић (ur. 31 stycznia 1975 w Belgradzie, zm. 13 maja 2014 tamże) – serbski polityk i urzędnik państwowy, szef sztabu prezydenta Borisa Tadicia, poseł do Zgromadzenia Narodowego.

## Życiorys
Ukończył szkołę średnią w Belgradzie, a następnie studia prawnicze na Uniwersytecie w Belgradzie. Od 1996 działał w Partii Demokratycznej, pełnił różne funkcje w jej strukturach, a w 2012 został wybrany na wiceprzewodniczącego tego ugrupowania. W latach 2003–2004 był doradcą ministra obrony Serbii i Czarnogóry. Następnie przez osiem lat sprawował urząd szefa sztabu prezydenta Borisa Tadicia. Jest określany jako osoba, która odegrała kluczową rolę w doprowadzeniu do ujęcia generała Ratka Mladicia.
W 2014 dołączył do tworzonej przez Borisa Tadicia Nowej Partii Demokratycznej. W wyborach w tym samym roku otwierał listę wyborczą tego ugrupowania, uzyskując mandat posła do Zgromadzenia Narodowego. Zmarł kilka miesięcy później w wyniku choroby nowotworowej.